# Dâmbovița
Il Dâmbovița (AFI:  [ˈdɨmbovit͡sa]) è un fiume della Romania. Sorge sui Monti Făgăraș, da cui si indirizza verso sud, attraversando Bucarest. Sfocia nel fiume Argeș dopo un tragitto di 258 chilometri.